# ЛМ-68
ЛМ-68 — советский четырёхосный трамвайный вагон. Первый прототип вагона ЛМ-68 был построен на ленинградском ВАРЗе в 1968 году. Серийный выпуск начался в том же году и продолжался до 1974 года, когда ЛМ-68 был заменен в производстве своей усовершенствованной версией ЛМ-68М. Из-за наличия крышевого остекления вагон получил неофициальное прозвище «Аквариум».
Трамваи ЛМ-68 работали в Ленинграде, Ташкенте, Горьком, Магнитогорске, Архангельске, Нижнем Тагиле, Саратове, Череповце и Темиртау.

## История
К середине 1960-х возросшие пассажиропотоки требовали увеличения вместимости трамвайных поездов. Наряду с разработкой и постройкой шарнирно-сочлененных вагонов, состоящих из двух кузовов с общим салоном, активно рассматривалась идея создания многовагонных поездов из классических четырёхосных вагонов. Такой подход позволил увеличивать вместимость поезда на линии без реконструкции трамвайных депо. В это время Рижский вагоностроительный завод активно строил вагоны с косвенной системой управления. Она дала возможность при некоторых изменениях в системе управления эксплуатировать поезда из нескольких моторных вагонов.

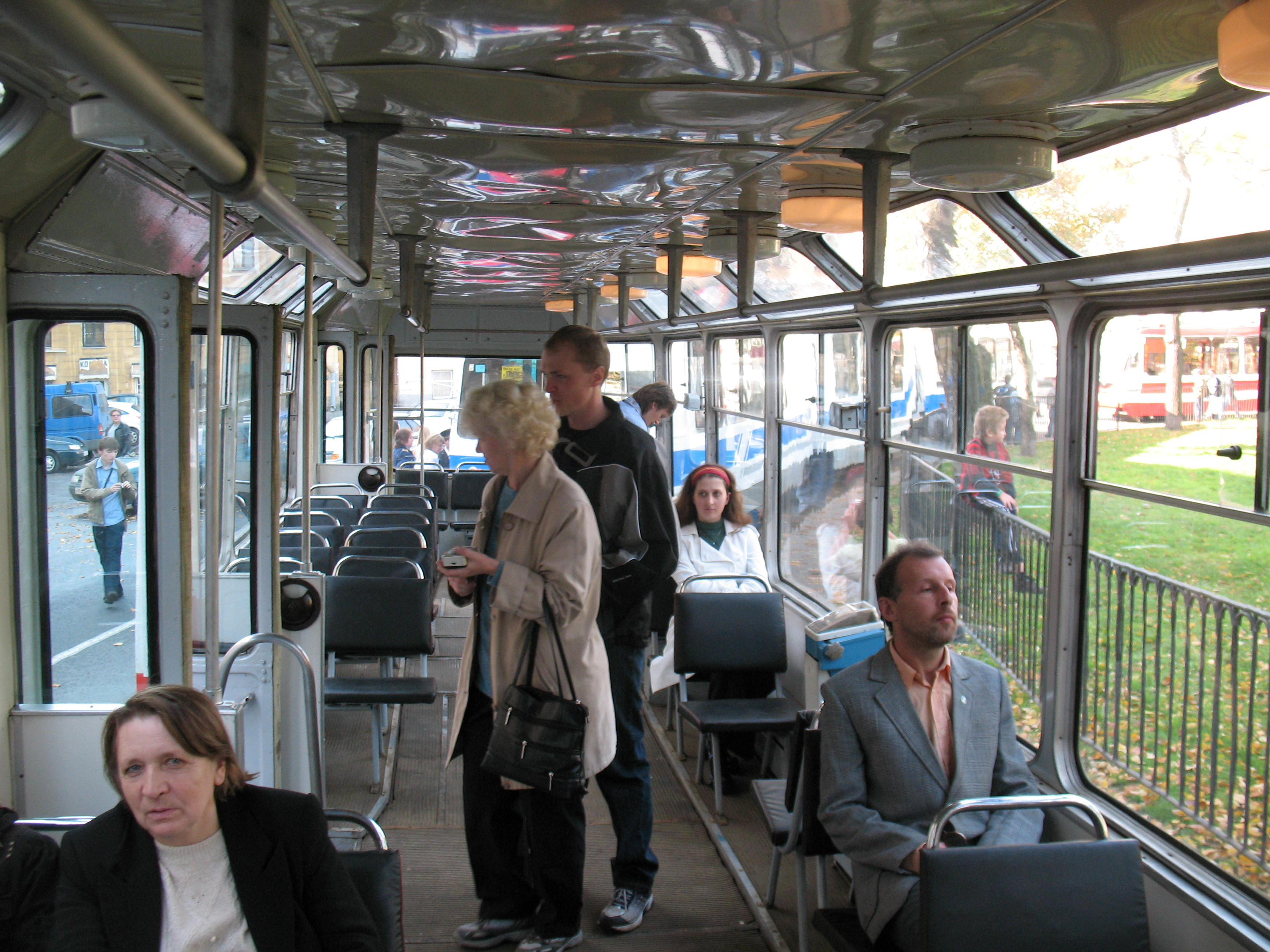
Салон ЛМ-68 с окнами в потолке для большего освещения

В 1967 году был подготовлен проект четырёхосного трамвайного вагона с несущим сварным кузовом, получивший обозначение ЛМ-68. Новый трамвай разрабатывался под руководством главного конструктора Б. М. Кулакова. Вагон оборудовали косвенной реостатной системой управления, в которой использовались узлы и агрегаты, аналогичные установленным на опытных трамвайных вагонах ЛВС-66 и КТМ-5М (1966 г.). Опытный вагон был изготовлен в 1968 году в несколько измененном кузове ЛМ-67. Внешние отличия заключались в изменении лобового маршрутного указателя и крыши в районе торцовых частей. Наряду с опытным вагоном ЛВС-66 № 1003, первый ЛМ-68 демонстрировался на международной выставке «Интербытмаш-68», проведенной в 1968 году в Сокольниках. В том же году было построено 3 вагона ЛМ-68 в кузове, унифицированном с ЛВС-66. Первые вагоны поступили в парк им. Коняшина г. Ленинграда, где стали эксплуатироваться на маршруте № 3.

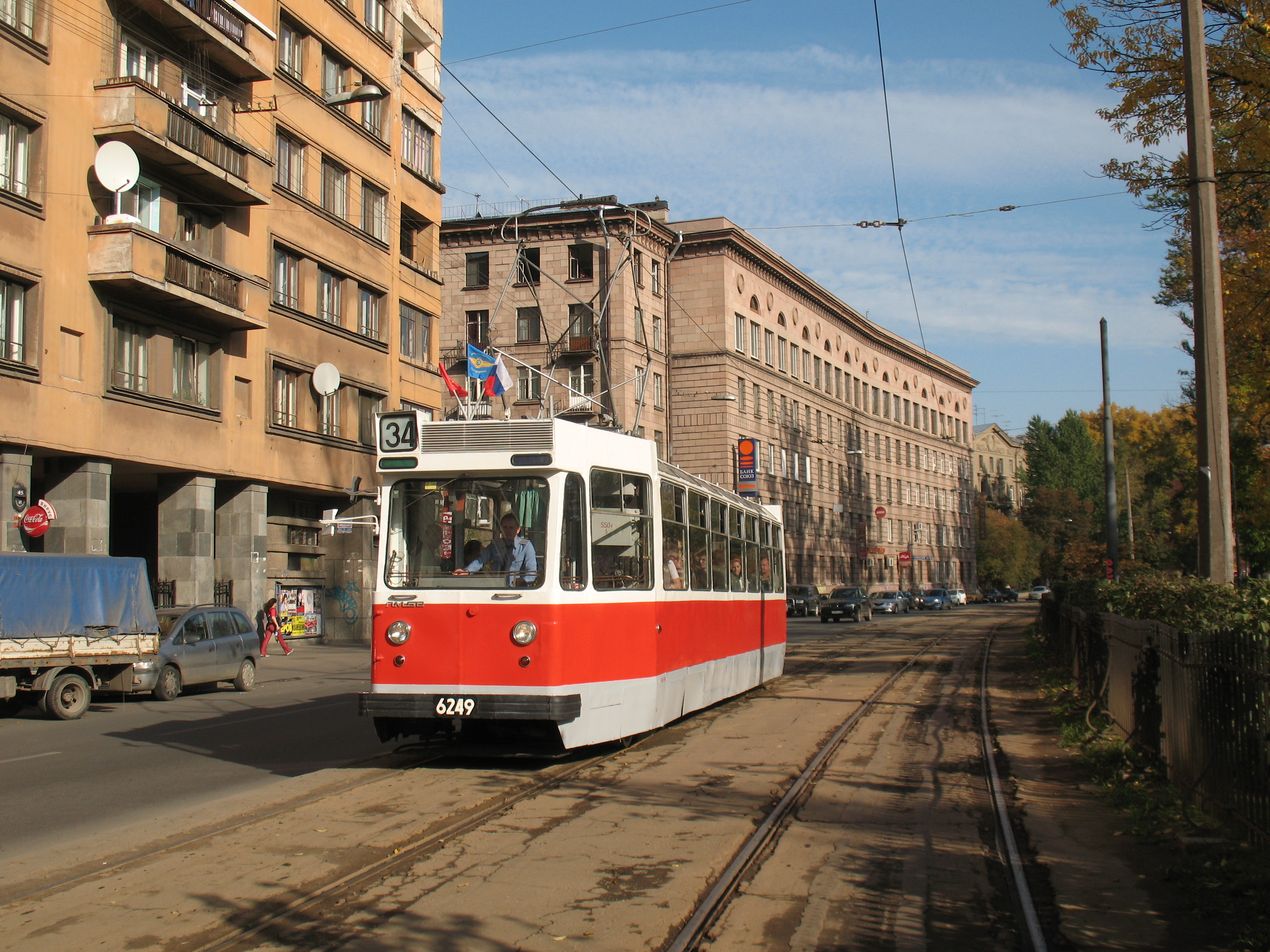
Музейный трамвай ЛМ-68 (2007)

Серийный выпуск ЛМ-68 начался в 1969 году, тогда было изготовлено 24 вагона. С 1970 ВАРЗ полностью перешёл на выпуск ЛМ-68, тогда же начались поставки этих вагонов в другие города Союза. В 1969 году были проведены первые опытные поездки состава из трех вагонов ЛМ-68, первая опытная эксплуатация с пассажирами началась в 1973 году на 52-м маршруте в трампарке Котлякова. Регулярная эксплуатация тройников началась в трампарках им. Котлякова и им. Блохина в 1974 году. В конце 70-х в опытном порядке один из вагонов был оборудован тиристорно-импульсной системой управления. В эксплуатации вагон находился до 1993 года, когда был передан в музей, где снова получил стандартную РКСУ.
Выпуск ЛМ-68 продолжался до 1976 года, когда его вытеснила новая модель ЛМ-68М. Связано это было, в первую очередь, с недостаточной прочностью каркаса и несущего кузова. Всего было выпущено 663 вагона ЛМ-68, из них 70 для Ташкента, 61 для Магнитогорска, 57 для Саратова, 56 для Архангельска, 55 для Горького, 11 для Череповца, 5 для Нижнего Тагила и 1 вагон для Темиртау. Таким образом ЛМ-68 были вагонами, поставки которых за пределы Ленинграда — были наибольшими за всю историю ПТМЗ: 316 из 663, или 48% всего объёма выпуска.
Также на базе ЛМ-68 было построено несколько рельсошлифовальных вагонов.
В Ленинграде последние вагоны ЛМ-68 были сняты с пассажирской эксплуатации в 1988 году. Основной причиной столь малого срока службы этой модели трамвая стал низкий запас прочности у рамы и каркаса кузова. У некоторых вагонов после нескольких лет эксплуатации наблюдались отклонения от геометрии кузова в районе передней и задней площадок. В дальнейшем это послужило причиной разработки и производства следующей модели ЛМ-68М с более простым и надежным кузовом.

## Технические подробности
ЛМ-68 — односторонний трамвай колеи 1524 мм. Кузов — высокопольный, цельнометаллический на несущей раме, опирается на две двухосные моторные тележки мостового типа с одинарным подвешиванием колёсных пар. Система управления током через них — косвенная реостатно-контакторная. На вагоне № 6249 испытывалась и тиристорно-импульсная система управления. Торможение электродинамическое, тяговым электродвигателем. Для дотормаживания используется барабанно-колодочный тормоз с пневмоприводом. Присутствуют и магниторельсовые тормоза. Вагон имеет 35 посадочных мест и способен перевозить 195 пассажиров с полной нагрузкой. Размеры ЛМ-68 составляют: 15000 мм общая длина, 2550 мм ширина и 3150 мм высота; общая масса без пассажиров 19 тонн. Вагон способен работать по системе многих единиц (СМЕ).

## Сохранившиеся ЛМ-68
Пассажирский ЛМ-68 сохранился до наших дней только один, это ходовой вагон в Музее городского электротранспорта в Санкт-Петербурге. Также в Саратове находился кузов ЛМ-68 , используемый в качестве сарая (утилизирован в 2016 году). Из служебных до недавнего времени на базе кузова ЛМ-68 числился в Киеве (РШЛ-1, списан в 2009 году, утилизирован в 2014) и в Харькове (РШ-004) в качестве сарая (по некоторым данным тоже утилизирован).